# St. Eligius (Badem)

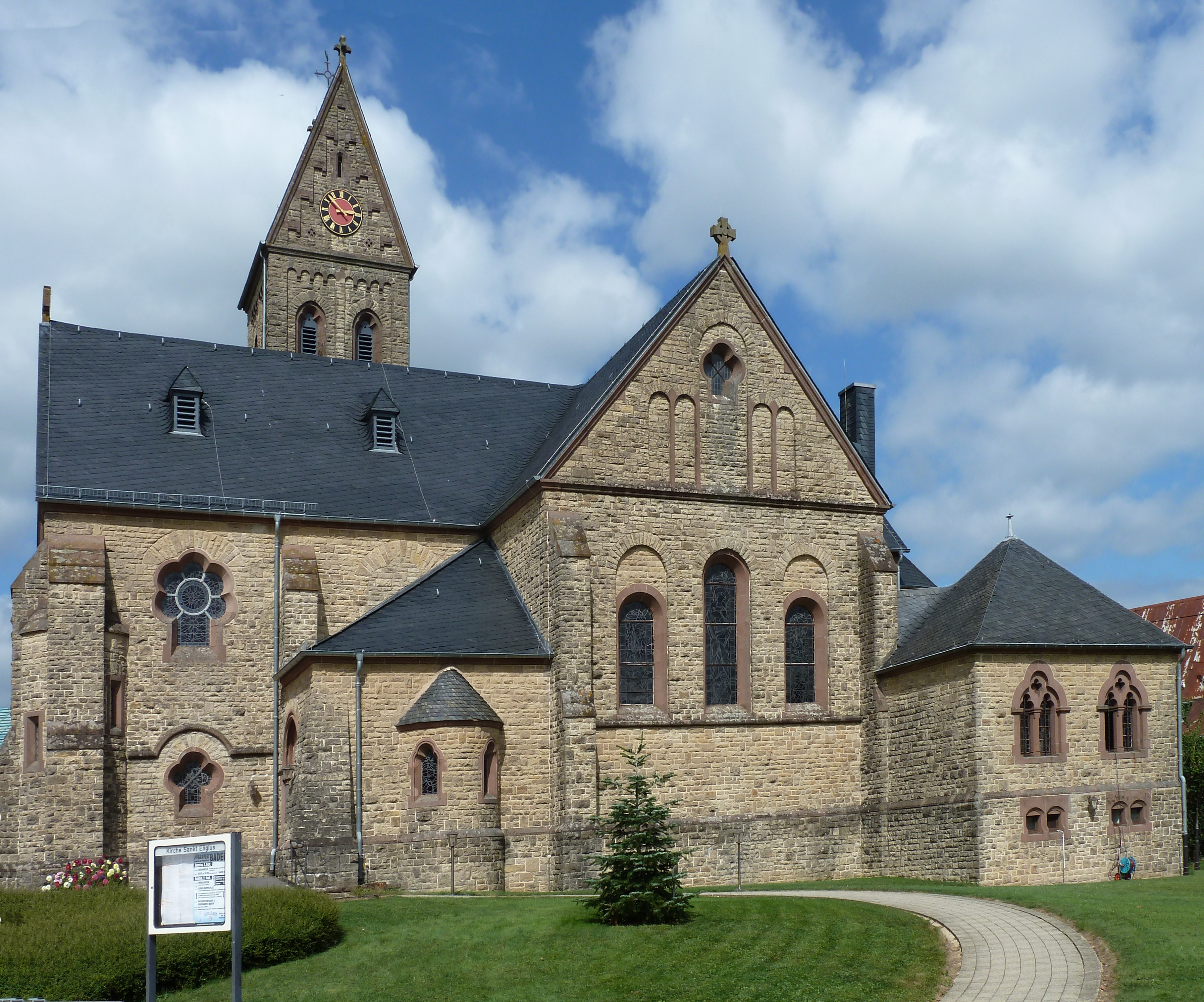
Kirche St. Eligius in Badem

Die römisch-katholische Pfarrkirche St. Eligius in Badem, einer Ortsgemeinde im Eifelkreis Bitburg-Prüm in Rheinland-Pfalz, wurde 1907/08 nach Plänen der Trierer Dombaumeister Julius Wirtz und Wilhelm Schmitz durch Maurermeister Josef Herges aus Kröv errichtet. Die neuromanische Kirche an der Kirchstraße 19 a, die einen 1921 abgebrochenen Vorgängerbau an anderer Stelle ersetzte, ist ein geschütztes Kulturdenkmal. 
Der kreuzförmige Kirchenbau besteht aus einem kurzen, einschiffigen Langhaus, einem Querbau, einem Chor und einer halbkreisförmigen Apsis sowie zwei kleinen Nebenapsiden an den Kreuzarmen. Auf der südlichen Westseite ist eine Kapelle angebaut, im Norden der viergeschossige Turm und südlich vom Chor die Sakristei. Das Außenmauerwerk besteht aus grob behauenen kleinen Kalksteinquadern, die Gliederung ist in rotem Sandstein ausgeführt.
Den weiten Innenraum überspannen Kreuzrippengewölbe zwischen glatten Gurtbögen über flachen Rechteckvorlagen. Im südöstlichen Vierungspfeiler ist die Grundsteininschrift von 1907 zu sehen.
Der Hochaltar und die beiden Seitenaltäre wurden im Stil der Beuroner Kunst von Diözesanbaumeister Heinrich Renard in Köln entworfen und von Bildhauer Barutzki ausgeführt. Der Hochaltar wurde 1920 von dem Kirchenmaler Josef Renard aus Kevelaer farbig gefasst. 
Nachdem durch Kriegseinwirkung alle Bleiglasfenster 1945 zerstört waren, wurden sie 1955 erneuert.